# 광둥병음방안
광둥병음방안(중국어: 廣東拼音方案)은 1960년 광둥성 교육부에서 광둥 성 내에서 통용되는 방언들을 표기하기 위해 만든 로마자 표기법이다. 광둥어를 표기하는 광주화병음방안(廣州話拼音方案), 객가어를 표기하는 객가화병음방안(客家話拼音方案), 조주어를 표기하는 조주화병음방안(潮州話拼音方案), 하이난어를 표기하는 해남화병음방안(海南話拼音方案)으로 구성되어 있다.

## 광주화병음방안

### 성모
| b [p]  | p [pʰ]  | m [m]  | f [f] |
| d [t]  | t [tʰ]  | n [n]  | l [l] |
| g [k]  | k [kʰ]  | ng [ŋ] | h [h] |
| z [ts] | c [tsʰ] | s [s]  |       |
| j [tɕ] | q [tɕʰ] | x [ɕ]  |       |
|        |         | y [j]  | w [w] |

- j, q, x는 각각 z, c, s가 i, ü앞에 위치할 때의 변이음을 나타내는 글자로 쓰인다.
- 월병에서 gw, kw로 표기되는 원순 성모는 gu, ku로 표기된다.

### 운모
| a [ɑː] | ai [ɑːi] | ao [ɑːu] | am [ɑːm] | an [ɑːn] | ang [ɑːŋ] | ab [ɑːp̚] | ad [ɑːt̚] | ag [ɑːk̚] |
|        | ei [ɐi]  | eo [ɐu]  | em [ɐm]  | en [ɐn]  | eng [ɐŋ]  | eb [ɐp̚]  | ed [ɐt̚]  | eg [ɐk̚]  |
| é [ɛː] | éi [ei]  |          |          |          | éng [ɛːŋ] |          |          | ég [ɛːk] |
| i [iː] |          | iu [iːu] | im [iːm] | in [iːn] | ing [ɪŋ]  | ib [iːp̚] | id [iːt̚] | ig [ɪk̚]  |
| o [ɔː] | oi [ɔːi] | ou [ou]  |          | on [ɔːn] | ong [ɔːŋ] |          | od [ɔːt̚] | og [ɔːk̚] |
| u [uː] | ui [uːi] |          |          | un [uːn] | ung [ʊŋ]  |          | ud [uːt] | ug [ʊk̚]  |
| ê [œː] |          | êü [ɵy]  |          | ên [ɵn]  | êng [œːŋ] |          | êd [ɵt̚]  | êg [œːk̚] |
| ü [yː] |          |          |          | ün [yːn] |           |          | üd [yːt̚] |          |
|        |          |          | m [m̩]    |          | ng [ŋ̩]    |          |          |          |

- 광둥어에는 세 가지의 입성운미가 있는데 각각 d, b, g로 나타낸다.
- i, u로 시작하는 운모가 영성모일 경우 각각 음절 앞에 y, w를 덧붙인다.
- ü로 시작하는 운모가 영성모일 경우 ü를 yu로 대체한다.
- ü앞에 j, q, x가 올 경우 ü를 u로 표기한다.
- êü는 êu로 표기할 수도, 그대로 표기할 수도 있다.

### 성조
- 광둥어의 성조는 9개로써 각 음절의 뒤에 숫자로 성조의 번호를 표기한다. 이는 월병과 동일하다.
- 입성인 7, 8, 9성은 1, 3, 6성과 고저가 동일하기 때문에 1, 3, 6성으로 표기하고 입성운미로 구분한다.

## 같이 보기
- 월병
- 광둥어 예일 로마자 표기법